# Medea Dschugeli
Medea Nikolajewna Dschugeli (georgisch მედეა ჯუღელი; * 1. August 1925 in Kutaissi; † 8. Januar 2016 in Tiflis) war eine sowjetische Turnerin, die 1952 zwei olympische Medaillen gewann.
Die für Dinamo Tiflis startende Medea Dschugeli gewann 1945 bei den sowjetischen Meisterschaften den Titel im Sprung, 1947 und von 1951 bis 1955 kamen weitere Titel hinzu. Bei den Olympischen Spielen 1952 trat erstmals eine sowjetische Mannschaft an. Die sowjetische Riege mit Marija Gorochowskaja, Nina Botscharowa, Galina Minaitschewa, Galina Urbanowitsch, Pelageja Danilowa, Galina Schamrai, Medea Dschugeli und Jekaterina Kalintschuk siegte mit 527 Punkten vor den Ungarinnen mit fast 521 Punkten und der Riege aus der Tschechoslowakei mit 503 Punkten. In der Mehrkampf-Einzelwertung belegte Dschugeli den neunten Platz hinter sechs sowjetischen Turnerinnen sowie den Ungarinnen Margit Korondi auf dem dritten und Ágnes Keleti auf dem sechsten Platz. Ebenfalls Neunte wurde Dschugeli am Stufenbarren. In ihrer besten Disziplin, dem Sprung, erreichte Dschugeli den vierten Platz hinter ihren Mannschaftskameradinnen Kalintschuk, Gorochowskaja und Minaitschewa. Ebenfalls im olympischen Programm war die Gruppengymnastik, in diesem Wettbewerb gewannen die Schwedinnen vor der sowjetischen Riege und den Ungarinnen.
Dschugeli beendete ihre aktive Laufbahn 1955 und war danach Turn- und Gymnastiklehrerin in Tiflis. Von 1962 bis 1965 betreute sie die Turnauswahl der Georgischen SSR, von 1965 bis 1970 die sowjetische Frauenriege. Später war Dschugeli als Punktrichterin im Turnsport tätig. Von 1991 bis 2005 war sie Vizepräsidentin des Georgischen Turnverbandes.